# Kimmy Robertson
Kim 'Kimmy' Robertson (Hollywood, 27 november 1954) is een Amerikaanse actrice. 
Robertson speelde onder meer in 29 (van de 30) afleveringen van Twin Peaks, als Lucy Moran.

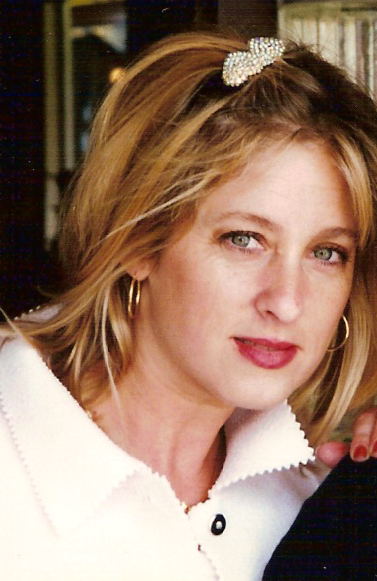
Kimmy Robertson in 1996

## Filmografie

### Films
Uitgezonderd korte films.
- 2021 Michael & Maria vs. the Multiverse: a tragedy - als centralist
- 2020 The 420 Movie: Mary & Jane - als moeder van Boogie
- 2018 Over the Hill - als Linda
- 2014 Twin Peaks: The Missing Pieces - als Lucy Moran
- 2010 Anderson's Cross – als lerares
- 2000 One Life Stand – als telefoniste call centre
- 1999 Stuart Little – als race toeschouwer
- 1998 Belle's Magical World – als Fifi (stem)
- 1997 Speed 2: Cruise Control – als Liza
- 1994 Leprechaun 2 – als vriendin van toerist
- 1992 Twin Peaks: Fire Walk With Me – als Lucy Moran
- 1991 Beauty and the Beast – als Fifi (stem)
- 1991 Don't Tell Mom the Babysitter's Dead – als Cathy
- 1990 The Willies – als attractiebediende
- 1989 The Little Mermaid – als stem
- 1989 Honey, I Shrunk the Kids – als Gloria Forrester
- 1989 My Mom's a Werewolf – als voetganger
- 1989 Trust Me – als feestganger
- 1984 Growing Pains – als Sarah Fitzpatrick
- 1984 Family Secrets – als Mickey
- 1982 The Last American Virgin – als Rose

### Televisieseries
Uitgezonderd eenmalige gastrollen.
- 2019-2022 Ollie & Scoops - als Ollie (stem) - 8 afl.
- 2017 Twin Peaks - als Lucy Brennan - 10 afl.
- 1999-2000 Pepper Ann – als Gwen Mezzrow – 5 afl.
- 1994-1996 The Tick – als Dot – 6 afl.
- 1996 Ellen – als Brandy – 2 afl.
- 1996 The Louie Show – als Kimmy – 6 afl.
- 1993 2 Stupid Dogs – als Penny – 3 afl.
- 1992 The Little Mermaid – als Alana (stem) – 2 afl.
- 1990-1991 Twin Peaks – als Lucy Moran – 29 afl.
- 1990 Gravedale High – als Duzer – 13 afl.

- International Standard Name Identifier: 0000 0004 0723 394X
- Library of Congress Control Number: no2014107837
- MusicBrainz: 0b93276b-9e89-4769-89e7-7539e3f37111
- Virtual International Authority File: 310665601
- WorldCat: E39PBJjRVdJM3hHcWvw67fw9jC